# Gronenborner Mühle

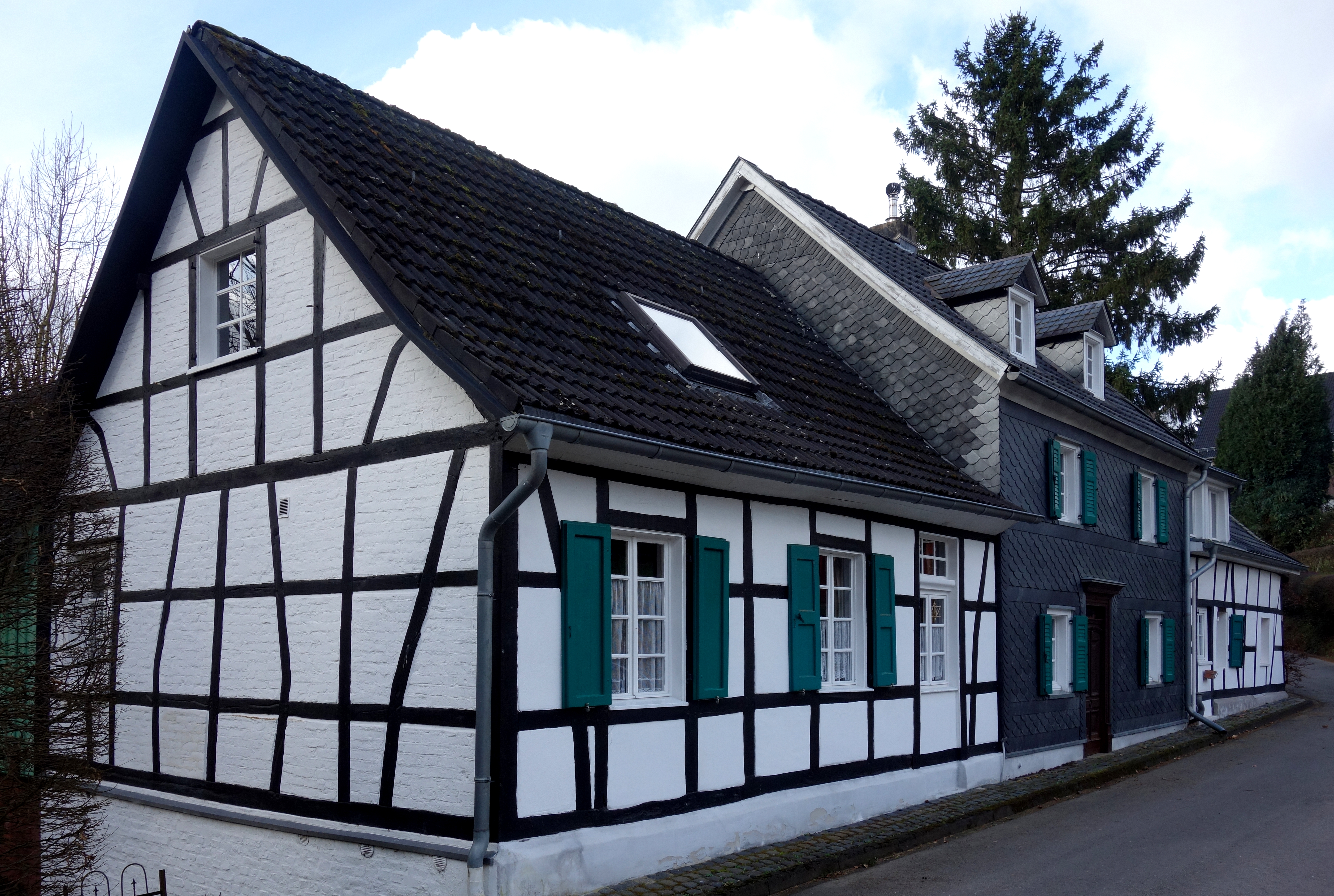
Gronenborner Mühle

Die Gronenborner Mühle ist eine ehemalige Wassermühle im Leverkusener Stadtteil Steinbüchel in Nordrhein-Westfalen.

## Geschichte

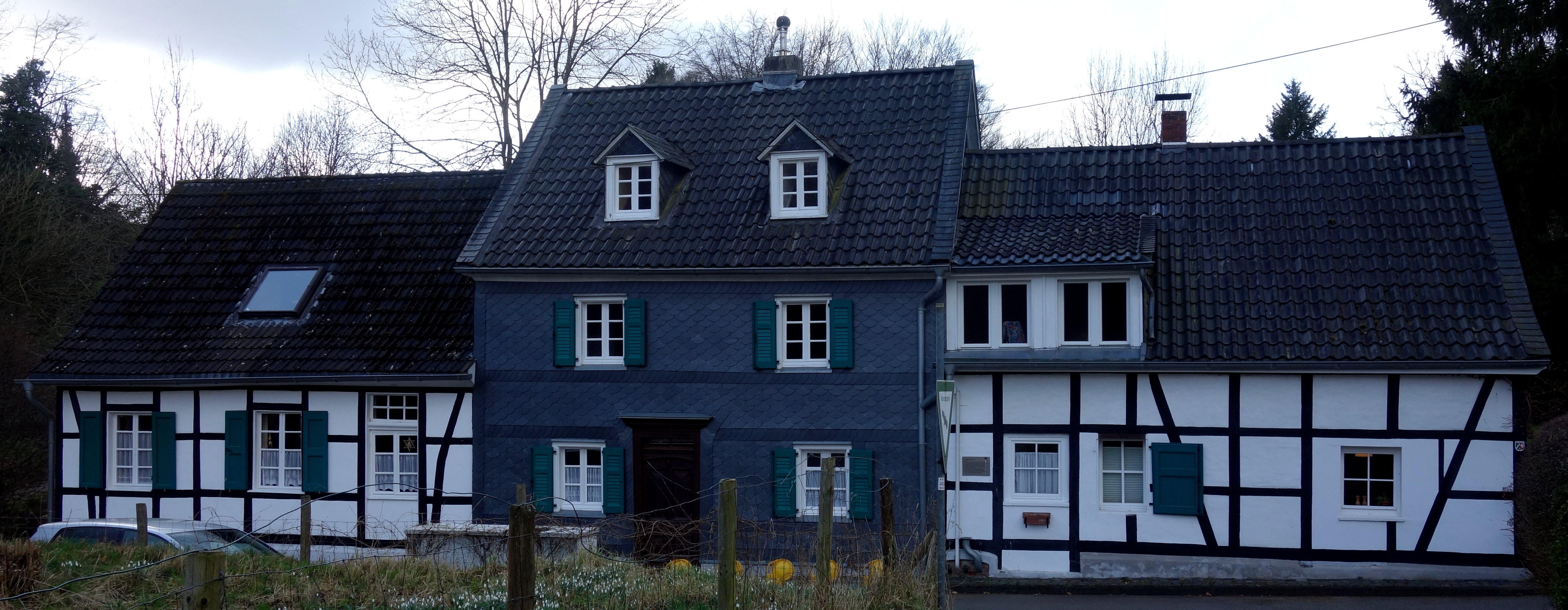
Straßenfront des Mühlenkomplexes

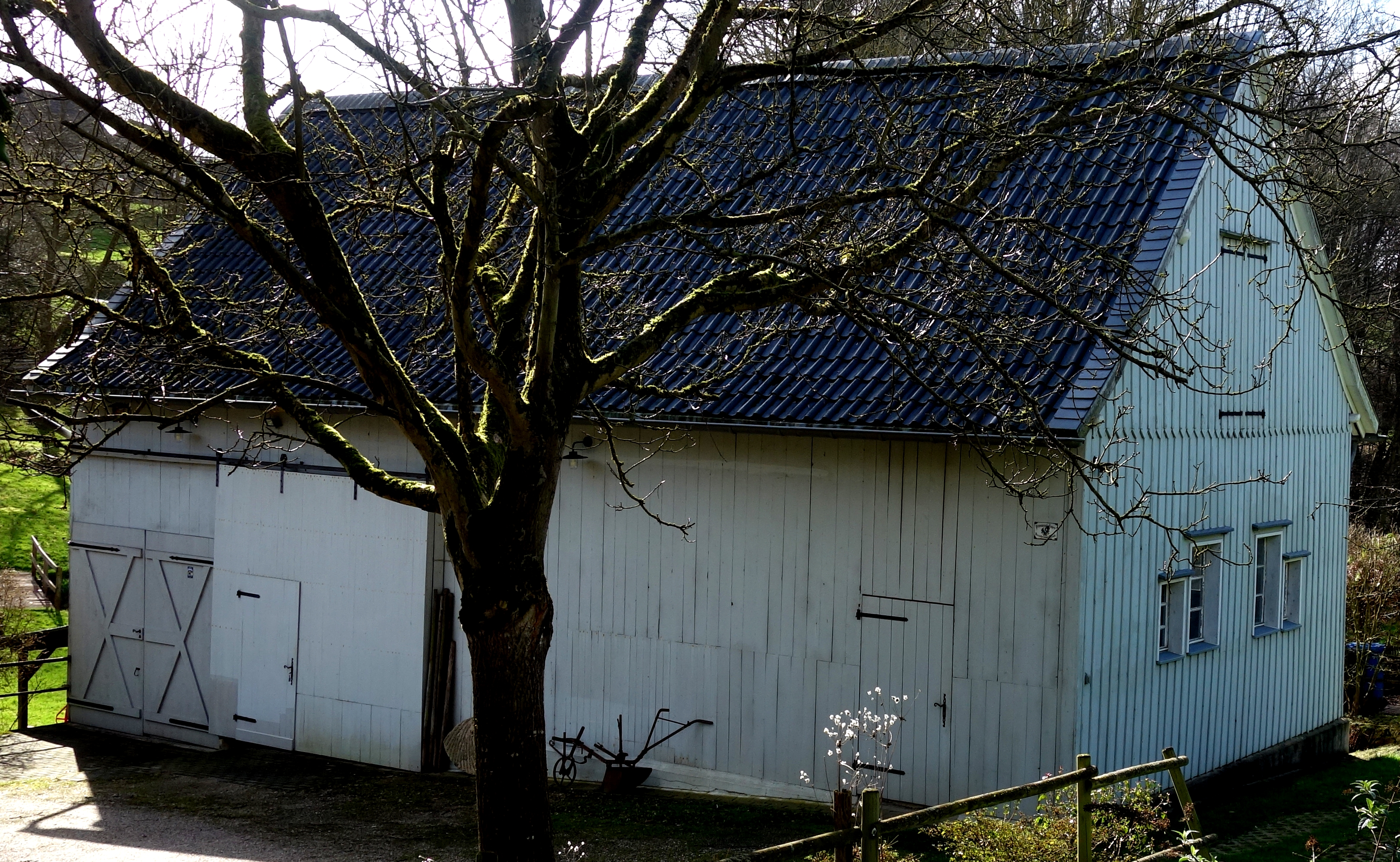
Scheune

Die Gronenborner Mühle wurde 1791 urkundlich erwähnt. Laut einer Beilage zur Urkarte von 1830 war sie eingebettet in einen Gebäudekomplex, bestehend aus einem Wohnraum, einer Backstube, Räumlichkeiten für das Wasserrad und das Mühlengetriebe sowie einer Scheune.
Im Zuge eines Umbaus der Mühle im Jahre 1870 erhielt das Mühlenwerk ein eisernes Mühlrad im Austausch gegen das ursprünglich hölzerne Kronenrad.
1945 wurde der Mühlenbetrieb eingestellt.
Heute wird das noch vorhandene Mühlengebäude zu Wohnzwecken genutzt. Die ehemalige Mehlkammer dient als Wohnraum und die ehemalige Beutelkammer als Küche. An die alte Mühlenanlage erinnern noch ein Mühlstein vor dem Gebäude sowie einige Reste der ehemaligen Mühlenanlage im Hanggeschoss.

## Beschreibung

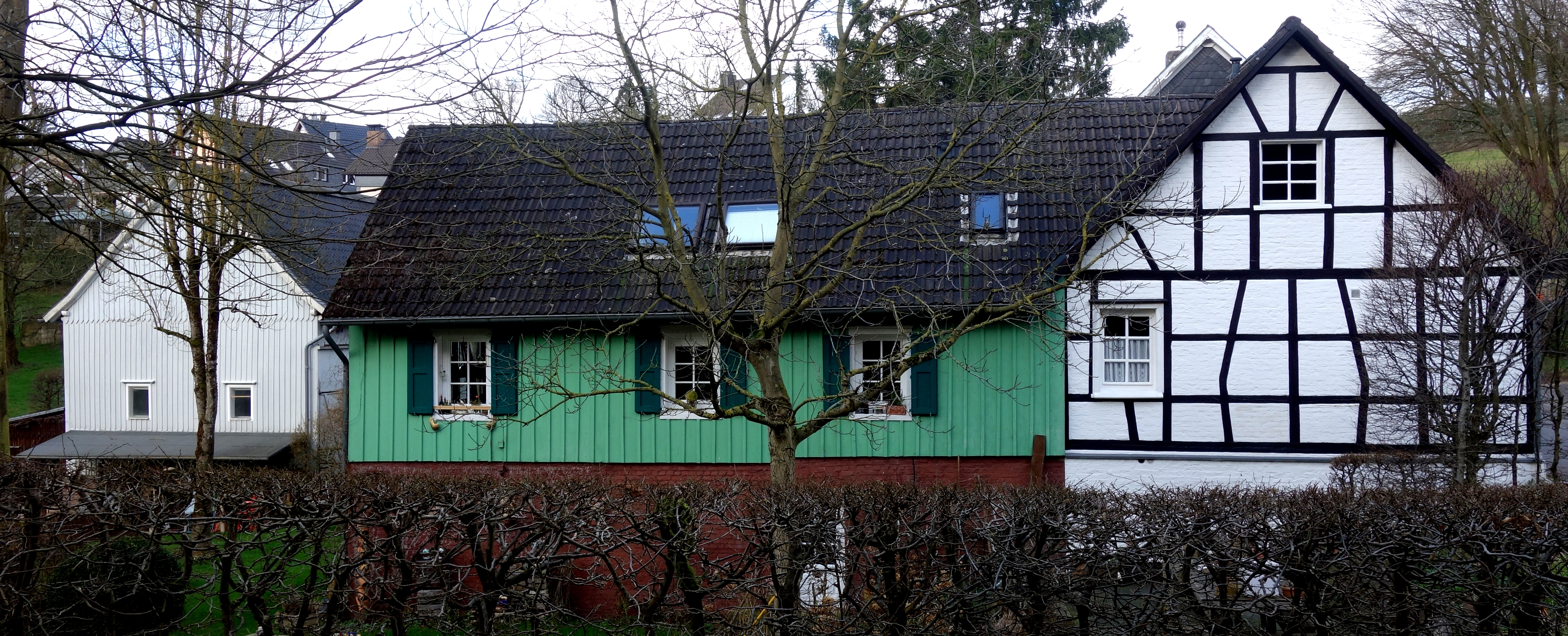
Giebelansicht mit rückwärtigem Anbau und Scheune

Das eingeschossige Fachwerk-Mühlengebäude ist mit Backstein ausgemauert und besitzt einen Bruchsteinsockel. Das mittlere zweigeschossige Hauptgebäude ist das ehemalige Wohngebäude der Mühle. Rechtwinklig zum Hauptgebäude schließt sich ein rückwärtiger Anbau aus dem frühen 20. Jahrhundert an.
Die Mühlentechnik ist heute noch in Resten erhalten. Damals wurde das Mahlwerk durch ein Wasserrad mit einem Durchmesser von ca. sechs Metern über Wellen und Zahnräder angetrieben. Über einen Obergrabenteich wurde das zum Mühlenbetrieb benötigte Wasser des Leimbaches aufgestaut und unter der Straße durch ein Druckrohr zum Wasserrad geführt.

## Wiederbelebung der früheren Mühlenteiche
Nach der Mühlenstilllegung wurden die vom Leimbach gespeisten Mühlenteiche vorübergehend zu Fischteichen, die jedoch durch die Kläranlage in Odenthal-Blecher nutzlos wurden, weil angeblich schlecht geklärtes Wasser über den Leimbach in die Teiche abfloss. Später wurde der Bach umgeleitet. Die Behörde gab den inzwischen verlandeten Teich als Schuttdeponie frei.
Mitte der 1980er Jahre gestaltete der Zentralverband Zoologischer Fachbetriebe Deutschlands das Gelände zu einem unter Naturschutz stehenden Biotop um, das seitdem von der Landesgemeinschaft Naturschutz und Umwelt (LNU) betreut wird und als Naturschutzgebiet Gronenborner Fischteiche ausgewiesen ist. Es beherbergt heute rund 2800 verschiedene Tier-, Pflanzen- und Pilzarten sowie heimische Tag- und Nachtfalter, seltene Wildbienen, Libellen, Amphibien und Reptilien, unter anderem Ringelnattern.

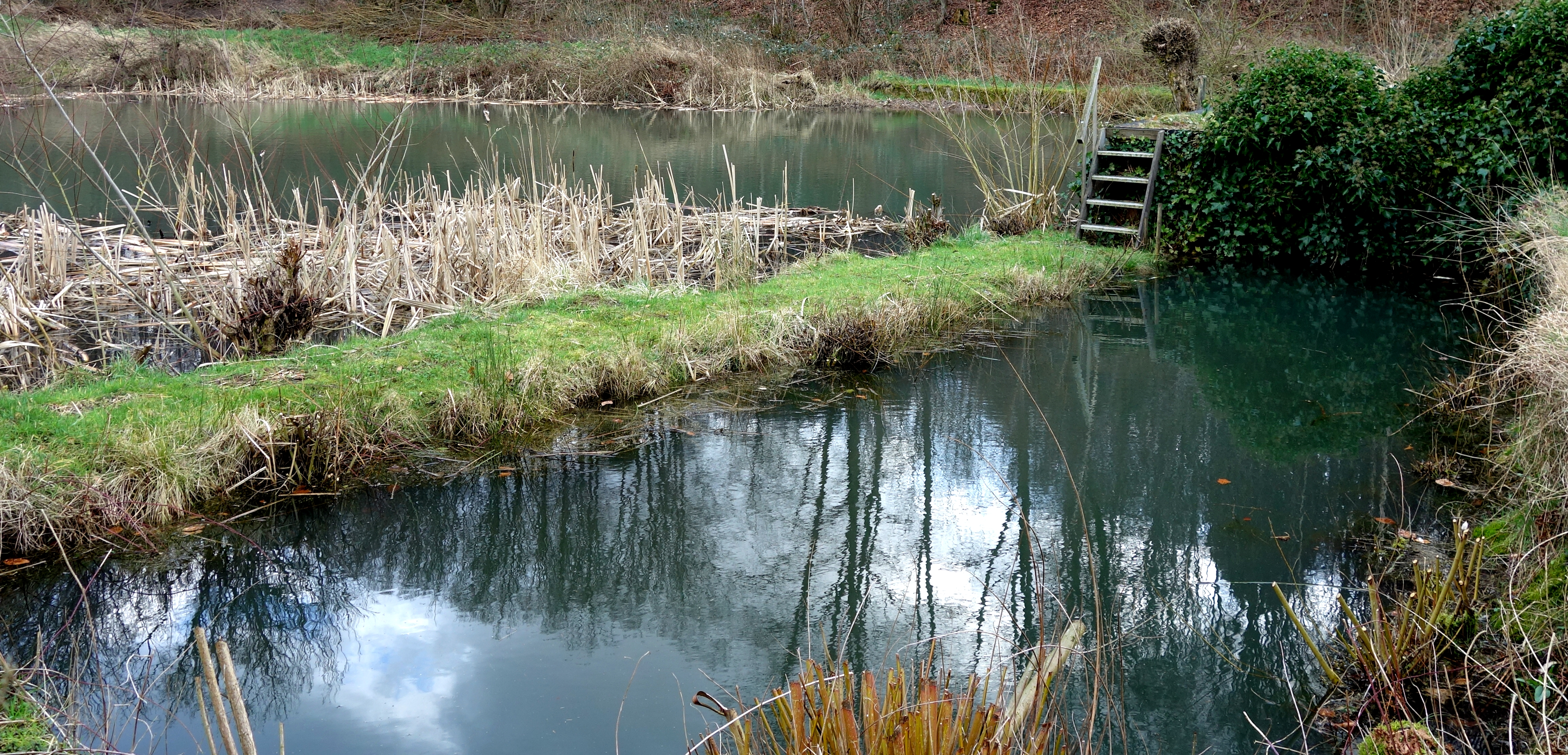
Ehemalige Mühlenteiche
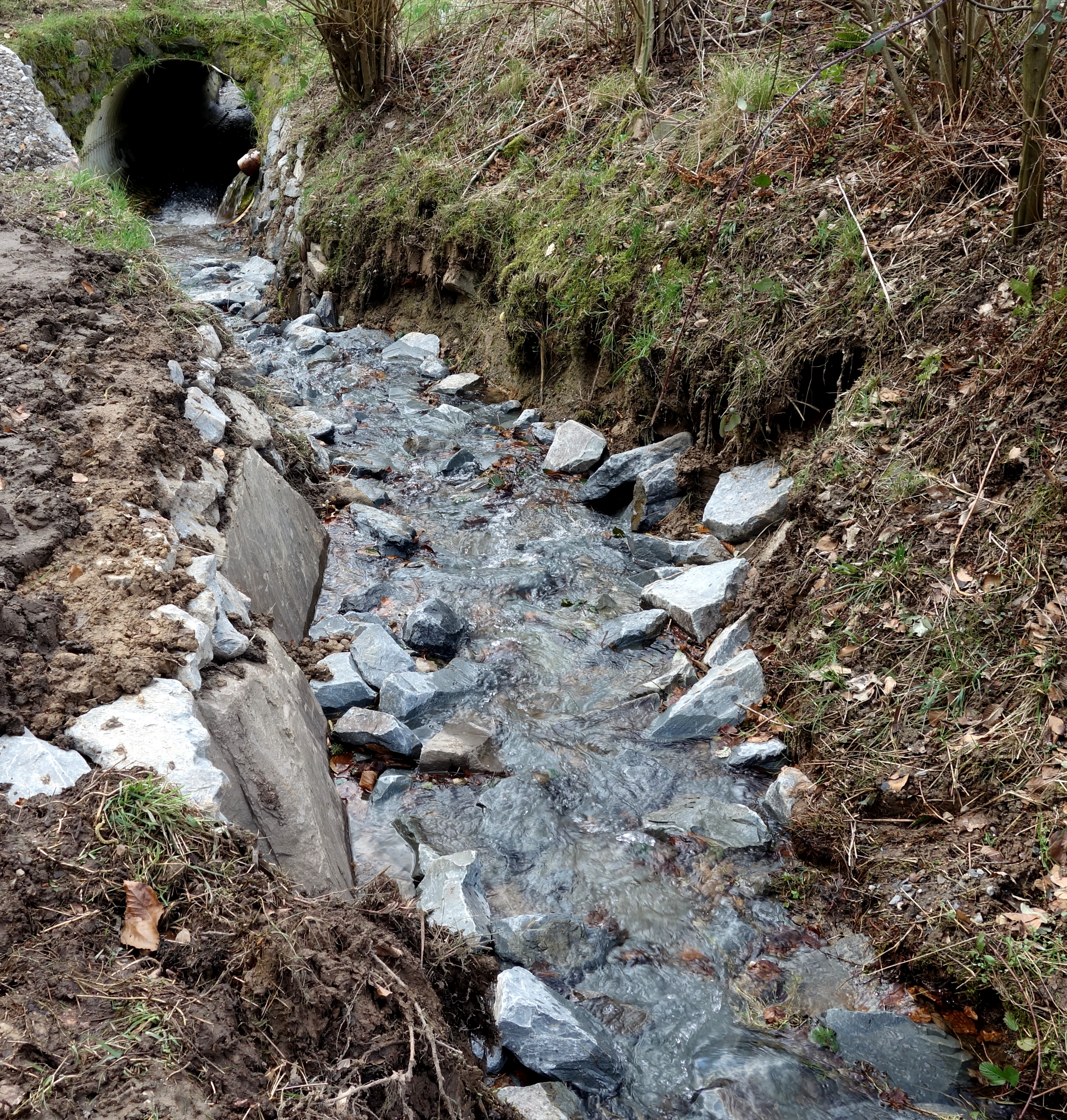
Der Leimbach im Mühlenbereich
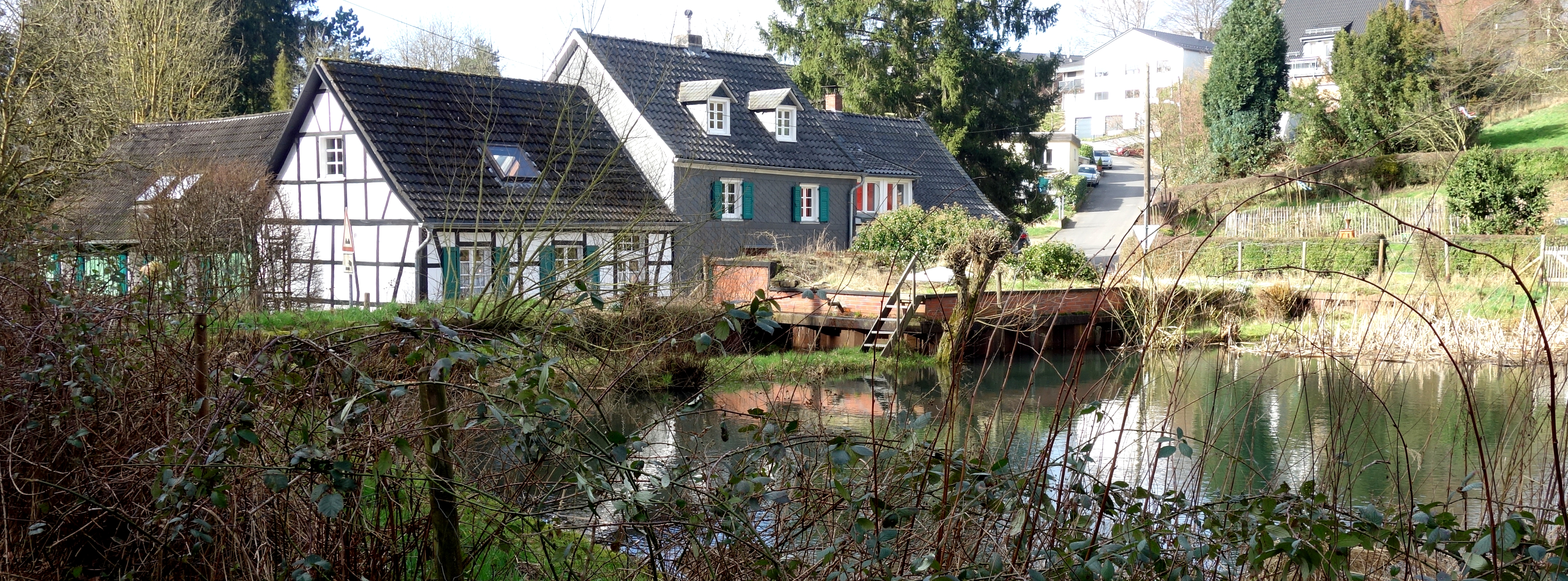
Mühlenteich mit angrenzendem Gebäudekomplex
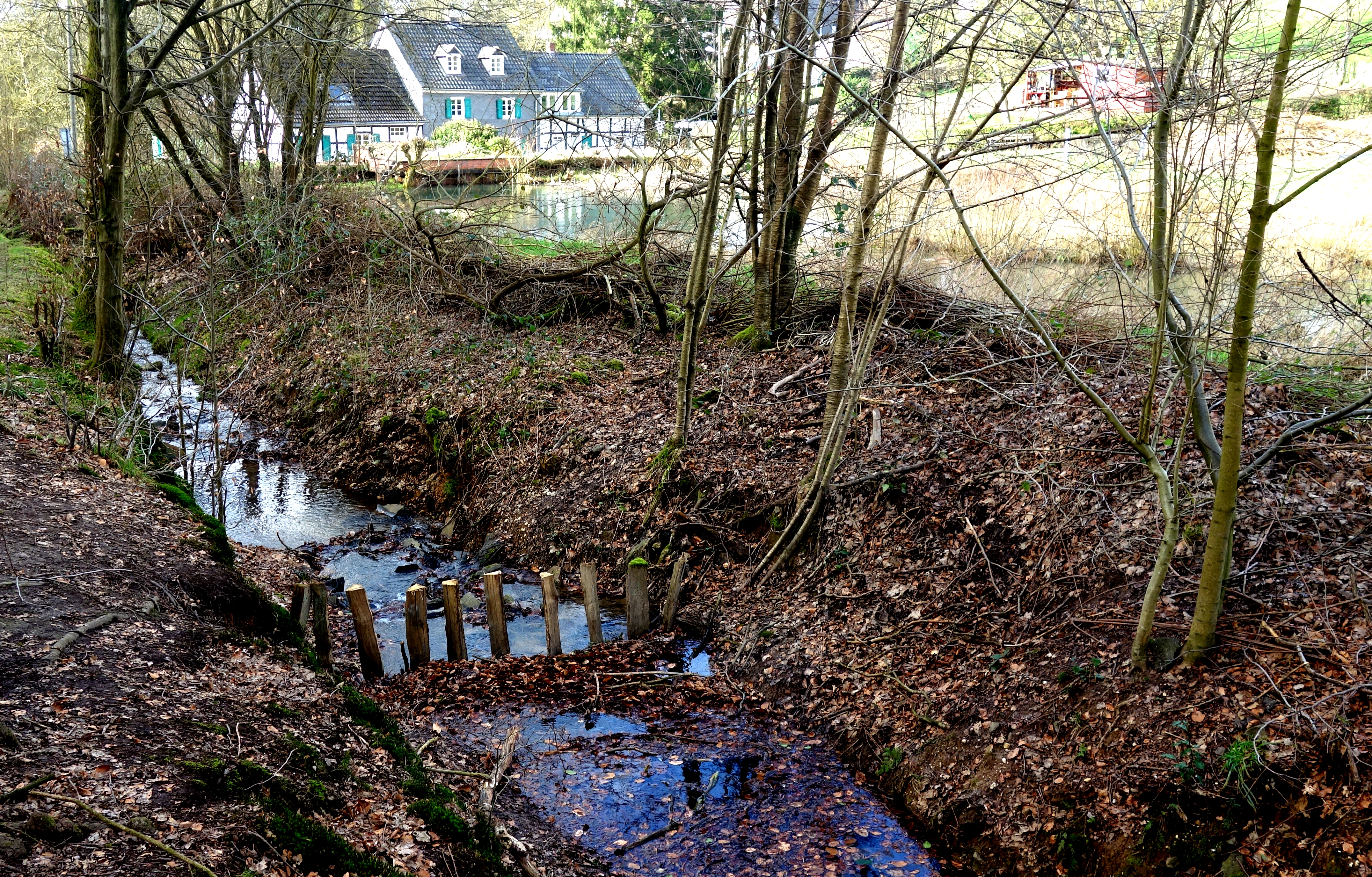
Mühle mit Mühlteichen und Leimbach

## Denkmalschutz
Die Gronenborner Mühle wurde am 15. August 1995 unter der Nummer 271 in die Liste der Baudenkmäler in Leverkusen eingetragen.